# 清和源氏
清和源氏（せいわげんじ）は、第56代清和天皇の皇子・諸王を祖とする源氏氏族で、賜姓皇族の一つ。姓（カバネ）は朝臣。

## 概要
源氏には祖とする天皇別に21の流派（源氏二十一流）があり、清和源氏はそのうちの一つで清和天皇から分別した氏族である。
清和天皇の皇子のうち4人、孫の王のうち12人が臣籍降下して源氏を称した。中でも第六皇子貞純親王の子・経基王（源経基）の子孫が著しく繁栄した。
他の源氏と違い、清和天皇の孫の世代が成人する頃には清和天皇の子・陽成天皇の廃位によって皇統が文徳-清和-陽成から光孝天皇系へ移ってしまっており、時の天皇から遠くなった清和源氏の地位は低下してしまっていた。清和天皇の孫で議政官にまで上ったのは貞元親王の子源兼忠が参議に任じられたのみで、それ以外は地方官止まりであった。清和源氏は中央政界での栄達が望めず、経基のように軍事貴族に活路を見出さざるを得なかった。
中級貴族であった経基の子・源満仲（多田満仲）は、藤原北家の摂関政治の確立に協力して中央における武門としての地位を築き、摂津国川辺郡多田の地に武士団を形成した。そして彼の子である頼光、頼親、頼信らも父と同様に藤原摂関家に仕えて勢力を拡大した。のちに主流となる頼信流の河内源氏が東国の武士団を支配下に置いて台頭し、源頼朝の代に武門の棟梁として鎌倉幕府を開き、武家政権を確立した。
その後の子孫は、嫡流が源氏将軍や足利将軍家として武家政権を主宰したほか、一門からも守護大名や国人が出た。また一部は公卿となり、堂上家として竹内家が出た。

## 出自

初期清和源氏の略系図（源満仲の子まで） [//upload.wikimedia.org/wikipedia/ja/c/c1/%E6%B8%85%E5%92%8C%E6%BA%90%E6%B0%8F%E7%95%A5%E7%B3%BB%E5%9B%B31.svg SVGで表示（対応ブラウザのみ）]

一般に武家として知られる清和源氏の起源は、清和天皇の第六皇子貞純親王の子である経基王（六孫王）が臣籍降下により源姓を賜り源経基と名乗ったことに遡る。

### 陽成源氏説とその否定
経基王について、貞純親王の子ではなく貞純親王の兄陽成天皇の子・元平親王の子であるとする陽成源氏説があるが、この説は史料から既に否定されている。
この陽成源氏説は明治の歴史学者星野恒が『史学雑誌』に発表した論文「六孫王ハ清和源氏ニ非ザルノ考」において提唱した説で、「清和源氏の祖は実は清和天皇ではなく陽成天皇であるが、暴君であったとされる陽成帝の名を冠せず清和源氏を名乗った」というものである。石清水八幡宮祠官田中家文書の中に源頼信が誉田山陵（応神天皇陵）に納めたと称する永承元年告文に「先人新発、其先経基、其先元平親王、其先陽成天皇、其先清和天皇」と明記してあることが根拠である。発表当時は波紋を投げかけたものとなったが、通説の清和源氏説を覆したり長く論争になったりすることはなかった。
その後、竹内理三が永承元年告文を肯定すると、庄司浩、杉橋隆男、奥富敬之、貫達人、元木泰雄、野口実など支持者が増え有力な仮説となった。なお、賛成の立場でも星野説そのままではなく、竹内は陽成天皇の暴君像を武士の家としてふさわしいものと捉えている。
その後、赤坂恒明は、経基とその子孫が「貞観御後」、つまり清和天皇の末裔であると同時代に認識されていた事実は間違いないと証明した。『東山御文庫記録』甲二百七十四所収『叙位尻付抄』には、応徳4年（1087年）正月叙位の氏爵において、「貞観御後」の「源清宗」が叙爵されており、この清宗は『尊卑分脈』によれば源頼信の子・頼清の子あるいは孫とされている。また、内閣文庫所蔵『御即位叙位部類記』所収『頼業記』永治元年（1141年）12月26日の近衛天皇即位に伴う叙位において、「貞観御後」の「源基行」が叙爵されている。この基行は、『尊卑分脈』では源頼光の6世孫として見える。加えて、『大鏡』には「つぎのみかど、清和天皇と申けり。（中略）この御すゑぞかし、いまのよに源氏の武者のぞうは。それも、おほやけの御かためとこそはなるめれ」、『今昔物語』には「今昔、円融院ノ天皇ノ御代ニ、左ノ馬ノ頭源ノ満仲ト云フ人有リケリ。筑前守経基ト云ケル人ノ子也。（中略）水尾天皇（清和天皇）ノ近キ御後ナレバ（後略）」とあり、経基やその子孫が清和源氏であることを証明している。逆に、「元慶御後」あるいは「陽成源氏」といった用語が歴史上用いられたことは現在一度も確認されていない。また赤坂は、当時の皇族の叙位例・氏爵などから清和源氏説が妥当とする。さらに『権記』に引用されている天暦7年（953年）の王氏爵不正事件に現れる、清和天皇の子孫でありながら陽成天皇子孫を詐称したとして罰せられた源経忠を経基あるいはその兄弟と推定している。
写本であり告文の裏面に校正したと但書きがあることから、赤坂など学者からは信憑性を疑われている。一方、安田元久は星野説の考証を肯定する、ただし一層厳密な史料批判が必要とする。義江彰夫も今考証する余裕はないが源頼信の作に間違いないとする。赤坂は先行研究から後世の偽作でないことは確実だが源頼信による作為があり実際と異なるとしている。
なお経基が清和源氏でも陽成源氏でも、武士の家となった系統の性質に違いはない。また既に『清和源氏』として広く名が知られていることから、『陽成源氏』へ名称を変える必要はないとする意見もある。
系譜
- 清和源氏説：清和天皇－貞純親王－源経基－源満仲
- 陽成源氏説：清和天皇－陽成天皇－元平親王－源経基－源満仲　　

## 歴史

### 武士団の形成
経基の名跡を継いだ源満仲は藤原摂関家に仕えて各地の受領を歴任、摂津国川辺郡多田（現 兵庫県川西市多田）を本拠地として源氏武士団を形成した。酒呑童子退治などで有名な満仲の長男・源頼光も摂津国に拠点を置いたことから、摂津源氏と呼ばれる武士団を形成した。摂津源氏の中でも本拠である多田を継承した嫡流源頼綱（頼光の孫）の系統を多田源氏という。満仲の次男・源頼親の系統は大和国宇野（現奈良県）を本拠地としたことから大和源氏と呼ばれる武士団を、三男・源頼信の系統は河内国壷井（現大阪府羽曳野市壷井）を本拠としたことから河内源氏と呼ばれる武士団を形成した。

### 源氏一族の争い
源満仲の子の中でも特に三男の源頼信は、長元元年（1028年）房総三カ国（上総国、下総国、安房国）で起きた平忠常の乱（長元の乱）を平定するなどの武功を示す。また頼信の子・頼義は康平5年（1062年）から陸奥国奥六郡に蛮拠する俘囚の長・安倍氏を討ち（前九年の役）、頼義の子・八幡太郎義家は、同族の源国房、源重宗と合戦を繰り広げ、寛治元年（1087年）には出羽国の俘囚長・清原氏の内紛を収めて（後三年の役）声望を高め、頼信流の河内源氏は東国に足掛かりを持つようになった。河内源氏はこのように武名を上げ、それまでの清和源氏庶流であった地位から嫡流の地位を事実上占めるに至った。このような興隆は時の権力者白河法皇の警戒を招き、河内源氏は抑圧された（ただし、研究の進展で見直しがされている）。
河内源氏が摂津源氏のように京都を活動舞台にせず板東を拠点としたのは、兄の源頼光、源頼親が藤原道長に側近として仕えたのに対し、頼信は上野介や常陸介など遠方で収入の少ない東国受領となっていたからである。しかし、上記のように武功を重ね、義家、義綱（美濃守）、義光（新羅三郎）兄弟の頃には清和源氏最大の勢力となっていた（ただし、義家と義綱の仲は悪く、義綱は中央で昇進を重ねた）。この頃、源氏庶流は国の下級官人を辞し、地方の荘官などに就き、勢力を築いていった。
しかし、義家の晩年に次男の義親が朝廷に反抗したため義家は苦境にたたされ、河内源氏に陰りが見え始める（義家の長男は早世していた）。また、弟の新羅三郎義光（常陸源氏、甲斐源氏の祖）と四男の荒加賀入道義国（上野源氏、下野源氏の祖）が嘉承元年（1106年）に常陸合戦を引き起こし、両者が勅勘を受けてしまう。さらに天仁2年（1109年）、義家の死後に家督を継承し栄名を誇った、義家の三男源義忠が暗殺され、当初事件の主犯とされた弟の義綱（美濃守）が、白河法皇の命を受けた源義親の子源為義と源光国（美濃源氏）の討伐を受けて壊滅、また事件後真犯人が新羅三郎義光であったことが明らかになるなど、河内源氏内部の分裂は明白になり、権勢はしばらく失墜した。この背景には、河内源氏が拠り所にしていた摂関家の摂関政治から、白河法皇の院政への移行があった。

### 摂関家と院の対立
源義忠の後を継いだ源為義は白河法皇に近侍したが、自身、郎党、八男・鎮西八郎為朝らの乱行で信用を失ったため、摂関家へ接近した。一方で長男の源義朝は南関東に下向して勢力を伸ばし、白河法皇に仕えて父とは別行動をとった。この際、当時の武蔵守・藤原信頼に接近したとされる。義朝は、義忠の弟である上野国と下野国に所領を有する源義国とも結ぶことに成功し関東で力をつけ、さらに院の影響下で京都へ復帰した。一方、父・為義は義朝の弟・源義賢を義朝の支配の及ばない北関東へ派遣した。秩父氏の争いもかかわって義賢は義朝の長男・義平と対立したが、久寿2年（1155年）の大蔵合戦で義賢が討死、義平側が勝利した。こうした河内源氏の内紛の一方で、白河法皇や鳥羽法皇の寵愛を受けた伊勢平氏の平正盛・忠盛父子、美濃源氏の源光保・光宗父子らが復興し、武門の中で河内源氏の勢力は相対的に低下していった。
源為義と義朝の対立は保元元年（1156年）の保元の乱において決着する。父や弟を処刑した義朝は、同じく後白河法皇側についた下野源氏の足利義康が急逝したこともあり、一族を圧倒して河内源氏の総領の座についた。しかし京都では、信西一門・二条天皇親政派・後白河院政派というグループの鼎立（）が起こり、平治元年（1160年）、藤原信頼と結んでいた義朝は後白河法皇を幽閉し平治の乱を起こす。一時天下を我が物にした義朝だったが、平清盛らが秘密裏に法皇らを救出したことで形勢逆転、敗退して京を落ちて東国へ向かう。しかし、道中で腹心の鎌田政清の舅（）にあたる尾張国の長田忠致の手にかかって殺害され、源光保らも後白河法皇により誅殺（）された。

### 源平合戦
治承4年（1180年）、平氏政権での皇位継承の不満から反乱を企図した以仁王に源頼政（摂津源氏）が協力する（以仁王の挙兵）。この乱は失敗するが熊野に潜んでいた義朝の弟の源行家らが以仁王の令旨を全国に伝えると、河内源氏の源頼朝、源希義（土佐冠者）、源範頼、源義円、源義経ら兄弟や、源義朝の弟の源義賢の子であり、頼朝の従兄弟にあたる源義仲（木曾次郎義仲）、源義光の子孫の武田信義・安田義定（甲斐源氏）、山本義経・柏木義兼（近江源氏）、義国の子孫の足利義清（下野源氏）、新田氏庶流の山名義範、里見義成、そして新田義重（上野源氏）、摂津源氏では、源頼綱を祖とする嫡流多田行綱（多田源氏）、源頼綱の弟国房を祖とする源光長（美濃源氏）、大和源氏では、源親治らが各地で挙兵し、俗に源平合戦と呼ばれる治承・寿永の乱が発生する。
当初は平家が源氏を圧倒しており、頼朝の弟の希義が敗死している。しかし次第に形勢が逆転して平家は源義仲に京都を追われた。その後、源義仲軍と源頼朝軍・平家の三つ巴となったが頼朝軍が圧倒していき、寿永3年（1184年）に粟津の戦いで義仲軍を、元暦2年（1185年）に壇ノ浦の戦いで平家を滅ぼして頼朝軍が勝利した。

### 鎌倉時代
平家の追討に成功した頼朝は、乱の中で他の源氏一門（源義広・佐竹秀義（常陸源氏）、新田義重（上野源氏）、武田信義（甲斐源氏）、多田行綱（多田源氏）、弟の源義経・源範頼）を滅亡や衰退させ、奥州藤原氏を討ち勢力基盤を固めた。武家政権の台頭を嫌いその勢威を抑制してきた後白河法皇が崩御すると、建久3年（1192年）に征夷大将軍に任ぜられ、今日でいう鎌倉幕府が成立した。これにより、清和源氏が武家の棟梁であると名実共に認められた。
ただし源頼朝の系統は、頼朝の子・源実朝が兄源頼家の子・公暁に殺害される。その公暁も捕らえられて処刑、公暁の異母弟・禅暁も加担を問われ殺され、さらに禅暁の同母兄・栄実が泉親衡の乱に擁立されるが乱が失敗し自害、そして男系男子で最後まで残っていた頼朝庶子・貞暁が天福2年（1231年）に死去して断絶、また男系女子でも頼家の娘・竹御所が1234年死産により死去したことで、完全に断絶した。
また、鎌倉幕府において源氏一門は、血統や功績などにより源姓を称することが許される「御門葉」と、源姓を称することが適わず、名字を称するものに区別された。御門葉には信濃平賀氏（信濃源氏）、大内氏（信濃源氏）、安田氏（甲斐源氏）、加賀美氏（甲斐源氏）などの新羅三郎義光の系統、足利氏、山名氏などの源義国の系統が名を連ねたが、平賀氏、大内氏は、承久3年（1221年）の承久の乱により得宗家に敗れ没落した。

### 室町時代以降
鎌倉幕府末期の混乱期に頭角を表した、源義国の次男・足利義康を祖とする足利氏の棟梁・足利尊氏は、源義国の長男・新田義重を祖とする新田義貞らの対抗勢力を打ち破り、武家の棟梁として1338年に征夷大将軍に任じられ室町幕府を開く。足利義満は清和源氏出身者として初めて源氏長者となり、その後の将軍が源氏長者となる道を開いた。その後、尊氏の子孫は鎌倉公方、古河公方、小弓公方、堀越公方、堺公方、阿波公方などに別れた。
また、足利氏庶流で「御一家」とされた吉良氏・渋川氏・石橋氏、「三管領」の斯波氏・細川氏、「四職」の一色氏の他、山名氏（新田氏庶流）、土岐氏（美濃源氏）が中央で台頭し、地方では九州探題や駿河・遠江守護を歴任した今川氏（吉良氏庶流）、奥州探題の大崎氏（斯波氏庶流）、羽州探題の最上氏（斯波氏庶流）が勢力を伸ばした。
その後、戦国時代には、松平氏～徳川氏のように清和源氏の末裔を称して家格を誇張する者も出てきた。
清和源氏を称している近世大名の多くは、その事実が歴史学的に証明されたわけではない。

## 主な清和源氏

### 氏族
一般には清和源氏とされていても仮冒の可能性がある氏族もある。
- 摂津源氏（満仲の長男の系統）
  - 源頼綱の子孫（多田源氏） - 多田氏、馬場氏、太田氏、下間氏、高田氏、小国氏、山縣氏、及川氏、能勢氏、源姓小野寺氏など
  - 源国房の子孫（美濃源氏） - 土岐氏、明智氏、平瀬氏、水野氏、神野氏、浅野氏（広島）、浅野氏（赤穂）など
- 大和源氏（満仲の次男の系統） - 陸奥石川氏、宇野氏、片岡氏など
- 河内源氏（満仲の三男の系統）
  - 源為義の子孫 - 志田氏、比志島氏、小山田氏、八田氏、宍戸氏など
  - 源頼清の子孫（信濃源氏） - 村上氏、河内氏、出浦氏など
  - 源頼季の子孫（信濃源氏） - 井上氏、高梨氏など
  - 源義家の子孫（石川源氏・上野源氏・下野源氏・美濃源氏・三河源氏ほか） - 対馬氏、新田氏、山名氏、里見氏、岩松氏、田部井氏、足利氏、斯波氏、大崎氏、桃井氏、畠山氏、仁木氏、細川氏、戸崎氏、一色氏、石塔氏、広沢氏、石橋氏、今川氏、吉良氏、稲沢氏、飯富氏、野長瀬氏、石川氏、二条氏、杭全氏、源姓毛利氏、森氏、木曾氏、新宮氏、愛智氏、吉見氏、徳田氏など多数
  - 源義光の子孫（常陸源氏） - 佐竹氏、山入氏など
  - 源義光の子孫（甲斐源氏・信濃源氏） - 逸見氏、武田氏、小笠原氏、伴野氏、大井氏、板垣氏、一条氏、平賀氏、大内氏、金津氏、伊沢氏、石禾氏、南部氏、大倉氏、駒井氏など
  - 源義綱の子孫（美濃源氏） - 石橋氏、服部氏、宮氏など
  - 源義光の子孫（近江源氏） - 山本氏など
- 源満政（満仲の弟）の子孫（美濃源氏・尾張源氏・三河源氏） - 八島氏、木田氏、山田氏、足助氏、水野氏など
- 源満季（満仲の弟）の子孫（近江源氏） - 高屋氏、平井氏など
- 源満快（満仲の弟）の子孫（信濃源氏） - 伊奈氏、泉氏、依田氏、夏目氏、片切氏（片桐氏）、三刀屋氏中嶋氏など
- その他の源氏 - その他柏原氏、など多数

清和源氏の後裔を称する一族
仮冒・伝説の可能性が高いとされる氏族。
- 松平氏（徳川氏）

三河国の豪族。信光の代には賀茂氏を名乗っていたという。家康が徳川氏に改姓するにあたって仮冒した氏は藤原氏であった。そのため、慣例で源氏がなるとされていた征夷大将軍に任官されるために、新田氏の末裔となるべく系図を借り受けて「源朝臣」を仮冒するようになったという解釈がされることが多い。しかし、笠谷和比古らの研究によると、1588年の後陽成天皇聚楽第行幸の際には、家康はすでに源朝臣を名乗っていたという。また、家康の祖父の松平清康の代には既に世良田氏の子孫を名乗っていたという説もある。いずれにしても、徳川氏は清和源氏を仮冒したとされる。その後家康は慶長8年（1603年）に征夷大将軍と源氏長者に任じられ、幕府を開いた。
- 島津氏

薩摩国の大名（鎌倉時代は守護、室町時代は守護大名、戦国時代は戦国大名、江戸時代は薩摩藩主）。元来は中国からの渡来人の末裔である惟宗氏の出で、島津家の祖・忠久は惟宗広言の子とされてきた（近年では惟宗忠康の子という説が有力）。だが忠久が源頼朝により抜擢・厚遇されたことからその理由付けとして「忠久は頼朝の庶子」という系図を自作し「源朝臣」を称するようになったとされている。故に島津氏も徳川氏同様清和源氏を仮冒したとされる。
- 大友氏 - 源頼朝の落胤を祖と称した
- 結城氏 - 同上
- 舜天王統 - 王朝の祖・舜天が源為朝であるという伝説がある
- 滋野氏 - 源姓ではないが、清和天皇の第5皇子貞保親王の後裔とも称する

### 人物
著名な清和源氏姓の人物に関しては、清和源氏の人物一覧を参照。

## 現代の清和源氏
- 清和源氏同族会

源満仲をはじめ源頼光、頼信、頼義、義家を祭神とする兵庫県川西市多田院にある多田神社で、清和源氏一門として崇神崇祖、日本の産業と文化発展、一門の相互親和を図る目的で1939年5月に設立。
- 多田満仲同族会

満仲を祭神とする東京都中野区にある多田神社で、敬神崇祖を目的として1962年に結成。